# Kunst im öffentlichen Raum in Aue

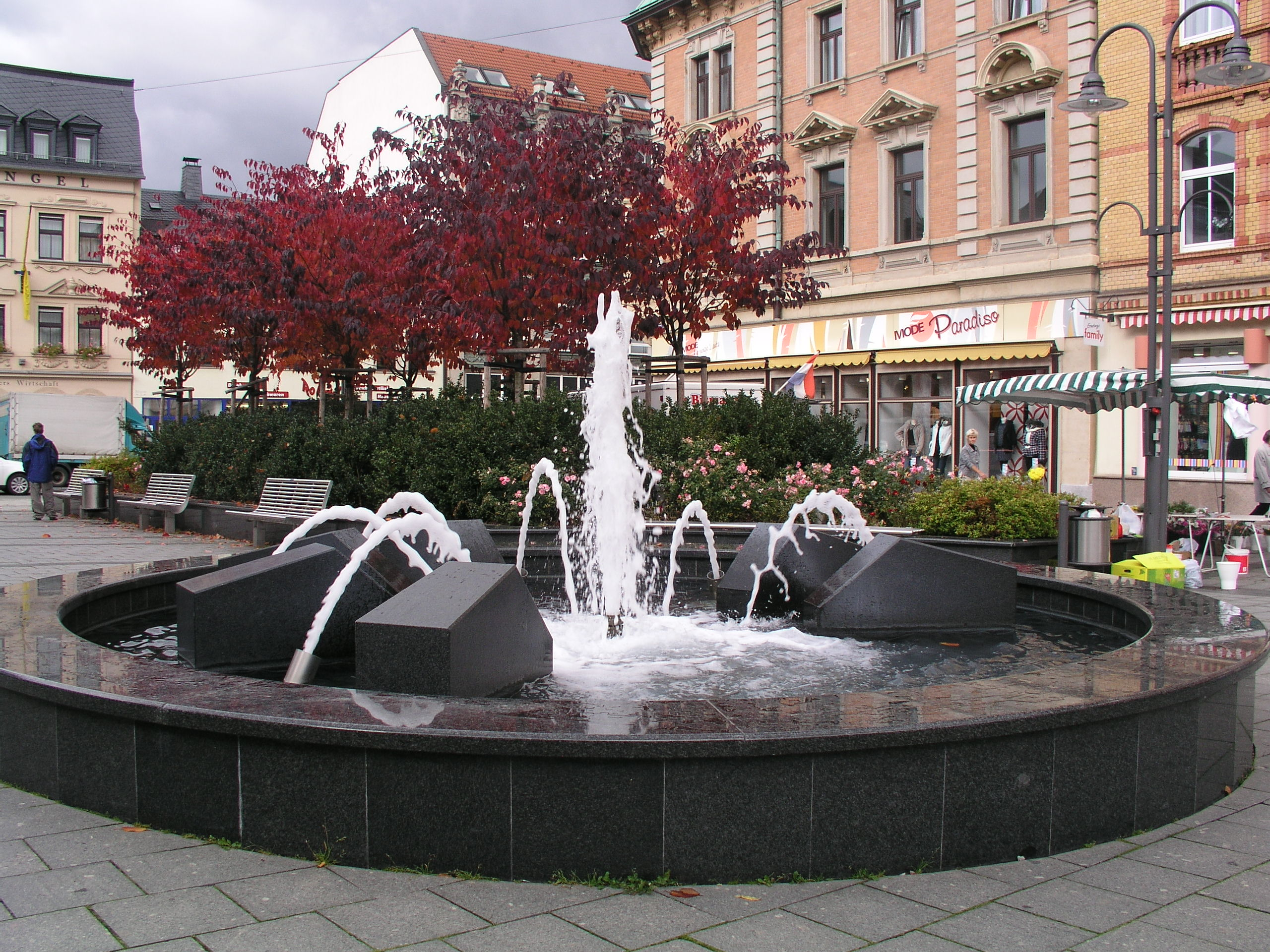
Altmarkt-Brunnen im Herbst 2008

Der Ortsteil Aue der Großen Kreisstadt Aue-Bad Schlema besitzt im gesamten Stadtgebiet einige Brunnen und zahlreiche Skulpturen. Dieser Artikel stellt einige interessante Kunstwerke vor, erhebt jedoch keinen Anspruch auf Vollständigkeit. Die Brunnen und Skulpturen sind in der Mehrzahl Arbeiten einheimischer Künstler. Zusammen mit dem Artikel Denkmale und Gedenkstätten in Aue ist die Kunst im öffentlichen Raum damit weitestgehend dargestellt.

## Ortseingang

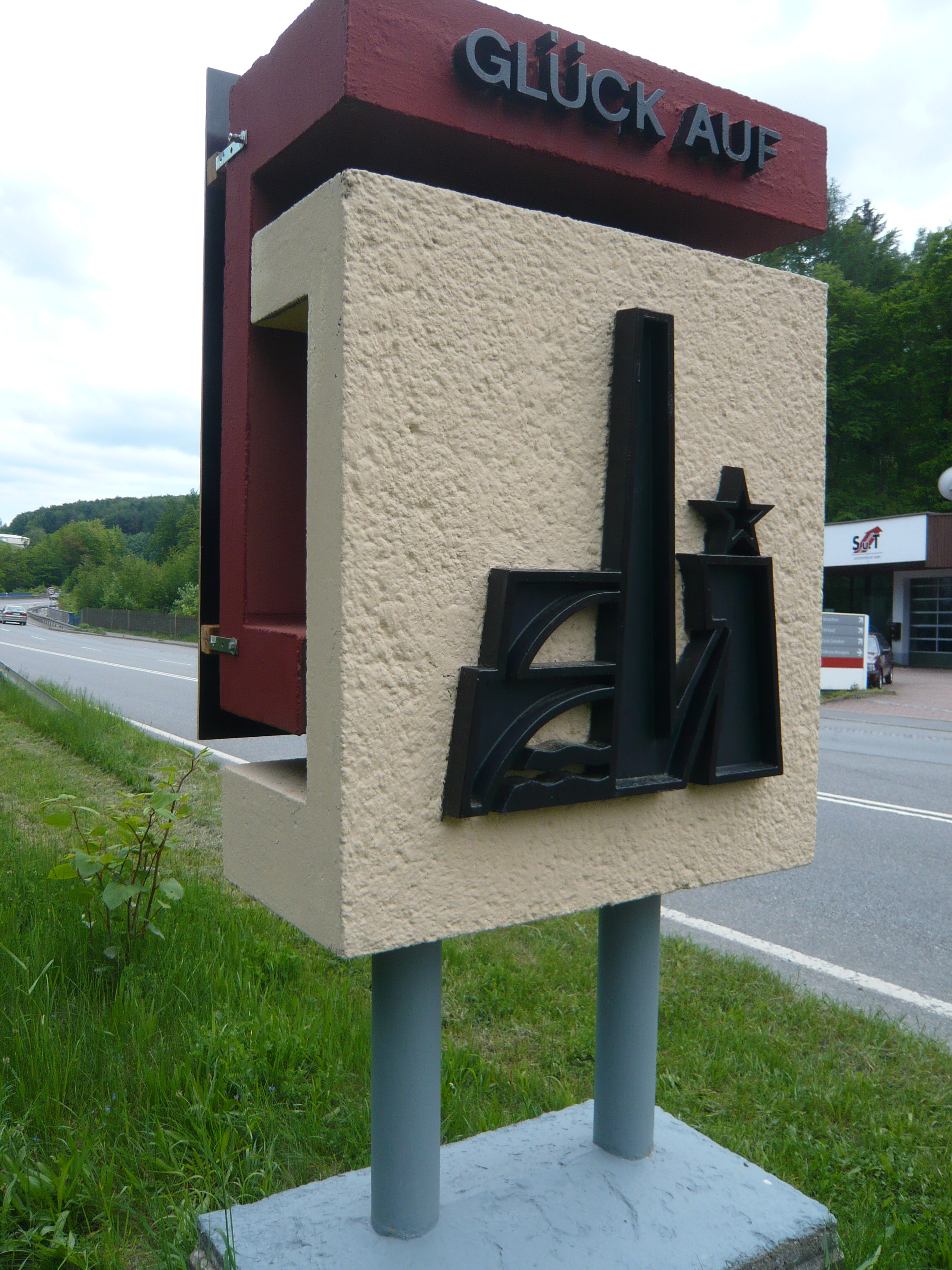
Ortseingangs-Blöcke aus dem Jahr 1983, im Jahr 2009

- Ein freundliches Willkommen bildeten die 1983 anlässlich der Kampagne „Schöner unsere Straßen“ an den Zufahrtsstraßen der Stadt aufgestellten Beton-Sichtelemente. Sie zeigten auf einer Seite das Auer Stadtwappen, auf der entgegengesetzten Seite ein für die 800-Jahr-Feier der Stadt entwickeltes Logo mit Brücken, Schornstein und dem Sowjetstern als Hinweis auf die Urangewinnung und dem Bergmannsgruß „Glück auf“. An der heutigen Bundesstraße 101 ist ein solcher Block erhalten und farblich rekonstruiert. Vor das Stadtwappen wurde jedoch eine Werbetafel fest montiert.

## Brunnen und Wasserspiele
- Der Altmarkt wurde 1969 in Vorbereitung des Pfingsttreffens der Freien Deutschen Jugend mit einigen Wasserspielen in Hochbeeten geschmückt, nachdem er zuvor lediglich ein gepflasterter Platz war. 2004 erhielt der Marktplatz einen neuen Brunnen, der mit poliertem schwarzen Granit eingefasst ist.

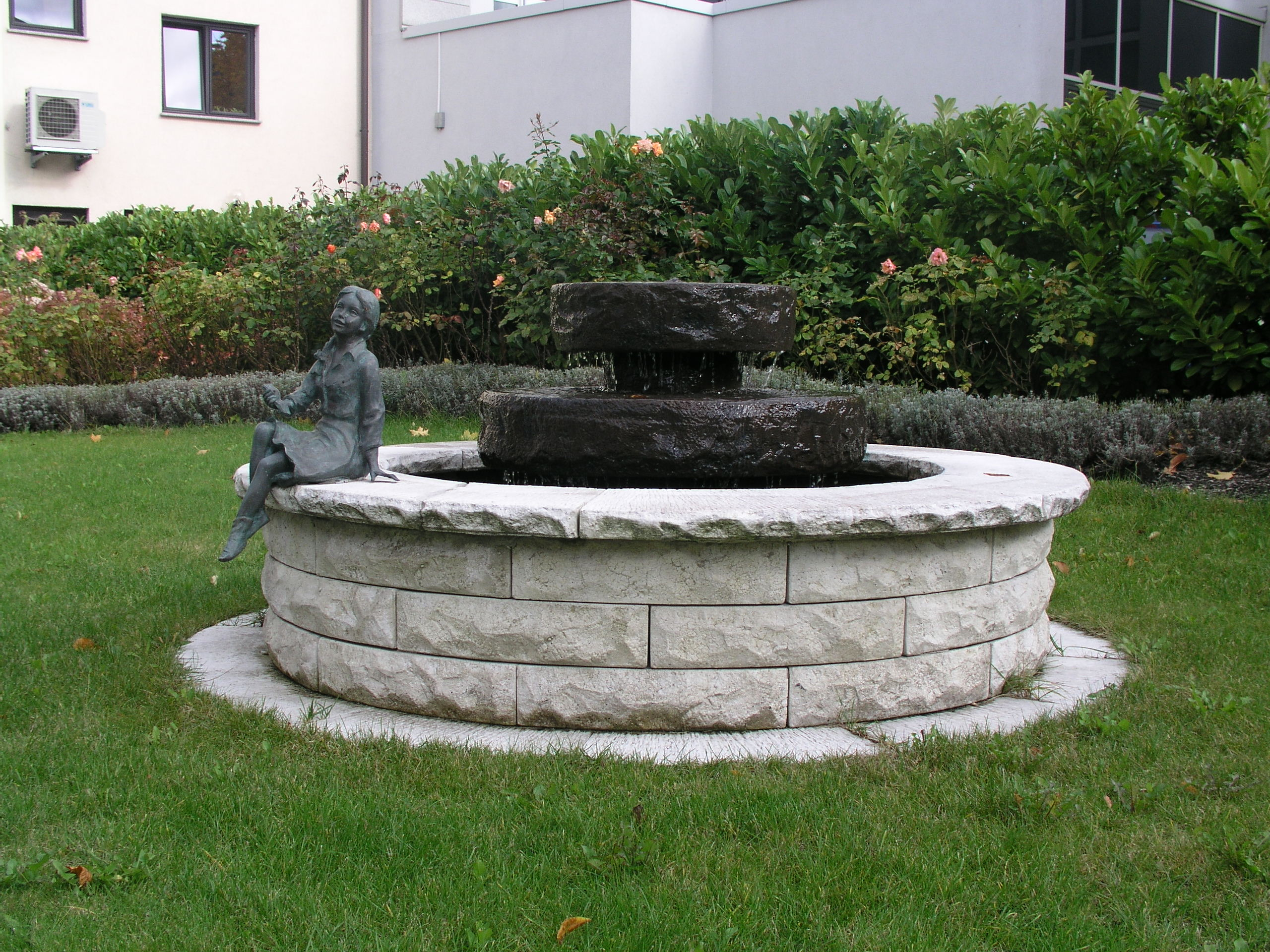
Kleiner Lesebrunnen in der Wettinerstraße

- An der Stelle eines abgetragenen Hauses in der Wettiner Straße befindet sich seit 2006 eine steinerne Brunnenschale, auf dessen Rand ein lesendes Mädchen sitzt, die Bronzefigur wird Die kleine Stadtjungfrau genannt. Die Anfertigung und Aufstellung des Brunnens geht auf das Sponsoring der Kreissparkasse Aue-Schwarzenberg zurück.[1]

- Im Zentrum des Postplatzes sprudelt ein flacher Brunnen, umgeben von Büschen, Blumenbeeten und einigen Bäumen. Hier stand einige Jahrzehnte ein Reiterstandbild für den sächsischen König Albert.

- An der Straßenecke Post-/Schillerstraße steht seit 1981 ein Brunnenbecken aus Beton, dessen Mitte eine bronzene Figurengruppe Klatschweiber schmückt. Die Figuren stammen aus der Werkstatt von Gottfried Kohl und sind als Zweitguss für Aue angefertigt worden. Das Original befindet sich auf dem Marktplatz der Stadt Freiberg.[2] Der Brunnen wurde von einer Auer Einwohnerin gestiftet und mit Hilfe zahlreicher einheimischer Unternehmen unter Verantwortung des Stadtarchitekten Wolfgang Unger hergestellt. Ab 1989 plätscherte kein Wasser mehr in die Betonschale, erst um das Jahr 2001 konnte er nach umfangreicher Restaurierung wieder in Betrieb genommen werden.

- Ein mit Blumenrabatten eingefasstes Becken mit sechs kleinen Fontänen bildete bis 1937 die Wasserspiele im Stadtgarten. Der im gleichen Garten angelegte Carolateich besitzt eine bis zu 12 Meter hoch aufsteigende und beleuchtete kaskadenartige Fontäne.[3] Die Wasserspiele samt Freilichtbühne und den großen Gondelteichen mussten 1956 für den Bau des Kulturhauses und der neuen Straßenführung im Zuge der Schneeberger Straße weichen.

- Vor dem Seiteneingang zum Hotel Blauer Engel im Stadtzentrum bildet ein etagenförmiger Brunnen aus braunem Gestein zusammen mit einer kleinen Grünanlage und Bänken eine erholsame Oase.

## Skulpturen, Friese und anderes

### Überblick

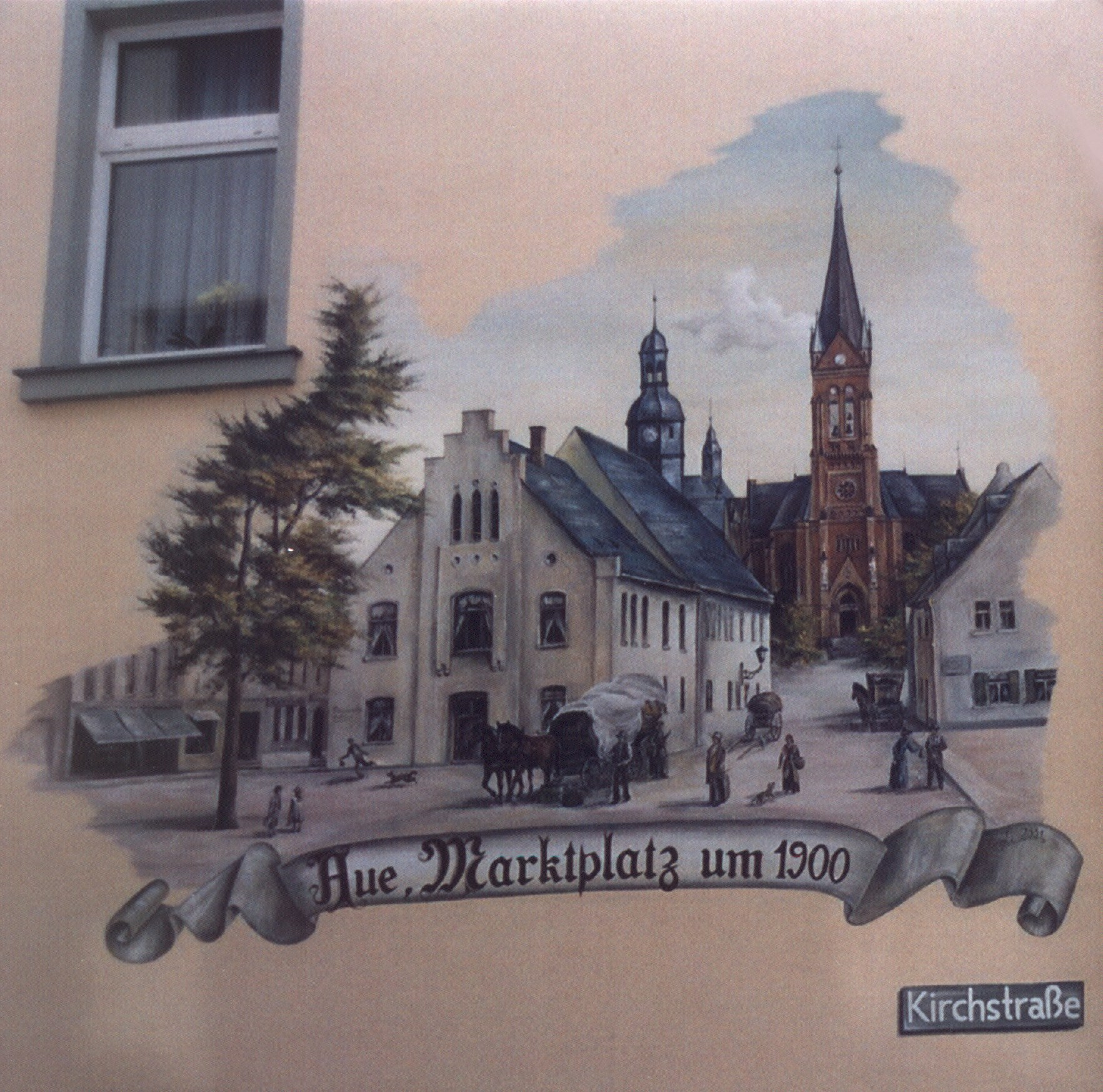
Putzbild mit einer Stadtansicht

Der Fassaden- oder Giebelschmuck der in der Stadt vorhandenen Kirchengebäude wird hier nicht gesondert dargestellt, er ist bei den Auer Kirchenbauten behandelt (St. Nicolai, Friedenskirche und Mater Dolorosa). Die an zahlreichen Häusern im Stadtgebiet angebrachten vielfältigen Schmuckelemente bis hinauf zu den Giebeln, die von früheren Bankeinrichtungen, von Fabrikbesitzern, von Kaufhausbetreibern oder reichen Bürgern in Auftrag gegeben worden waren, sind Einzeldarstellungen dieser Gebäude vorbehalten.

### Im gesamten Ortsgebiet
Die Auer Stadtwerke, die alle Wohngebäude der Stadt mit Elektrizität und Stadtgas versorgen, betreiben zum Zwecke der Weiterleitung und Umschaltung Verteilerkästen, Trafostationen und Gasregelanlagen als kleine Einzelbauten am Straßenrand. Seit dem Jahr 2010 lassen die Stadtwerker diese sonst eher unscheinbaren oder sogar zu Schmierereien einladenden Bauwerke von Graffiti-Künstlern zu vorgegebenen aktuellen Themen (2018 Elektromobilität) verschönern. Diese Aktion wurde im Jahr 2018 fortgesetzt, die Kunstgruppe Stark in Form - die Farbfritzen hinterließ weitere kleine Darstellungen im gesamten Auer Stadtgebiet.

### Im Stadtzentrum
- Der alte Stadtkern um 1900 rund um die Kirchstraße ist dort auf einer kolorierten Wandmalerei sichtbar gemacht.

- Eine auf einem Sockel gelagerte Betonkugel steht seit Juni 1998 in der Schwarzenberger Straße vor der Nicolaipassage. Eine Messingtafel berichtet, dass es sich hierbei wahrscheinlich um einen historischen Torkugelstein der früheren Mauer um das Pfarramtsgebäude der St. Nicolai-Gemeinde handelt, der bei Tiefbauarbeiten 1995 gefunden wurde.

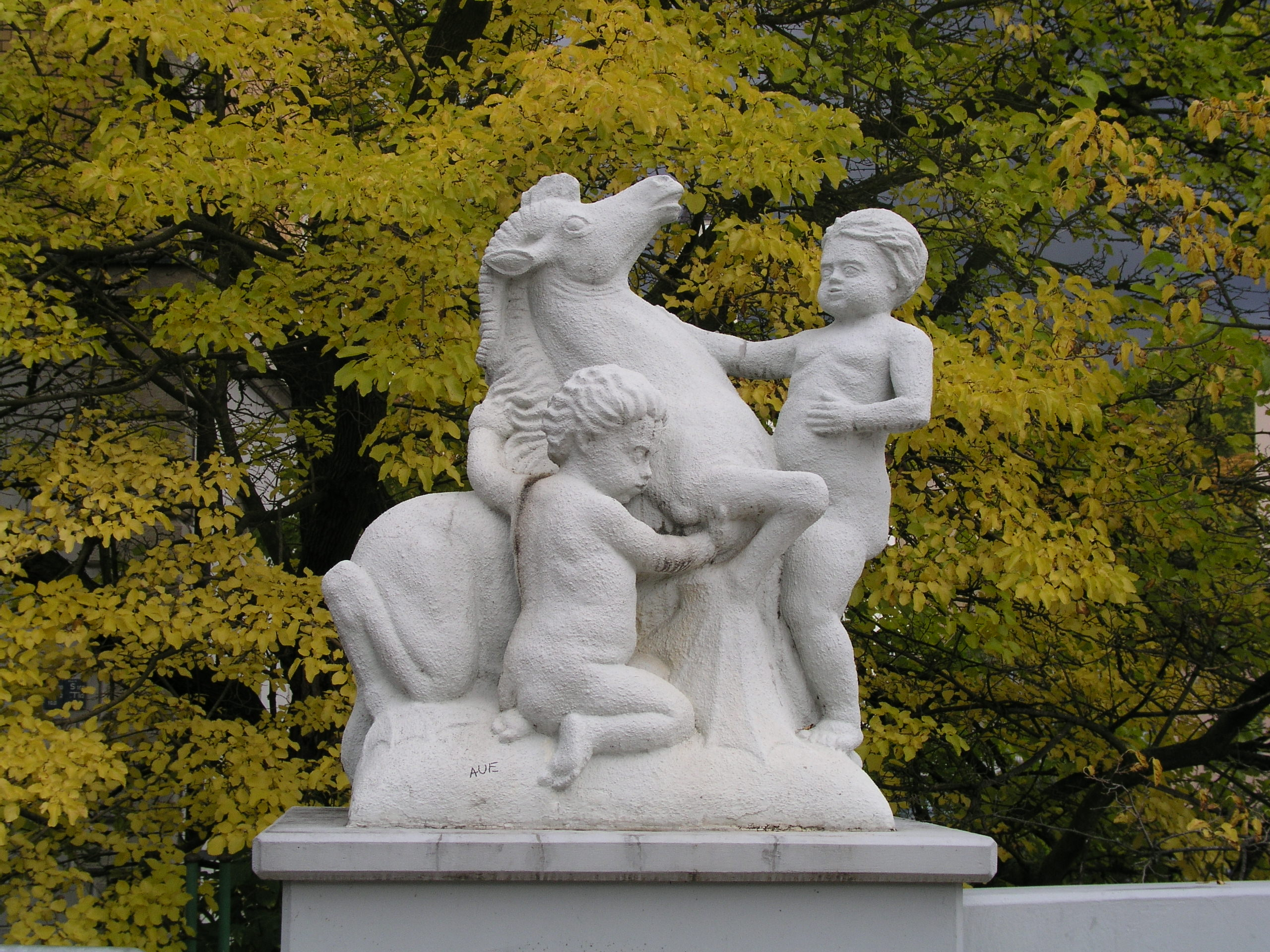
Putten auf einem Pfeiler der Schulbrücke

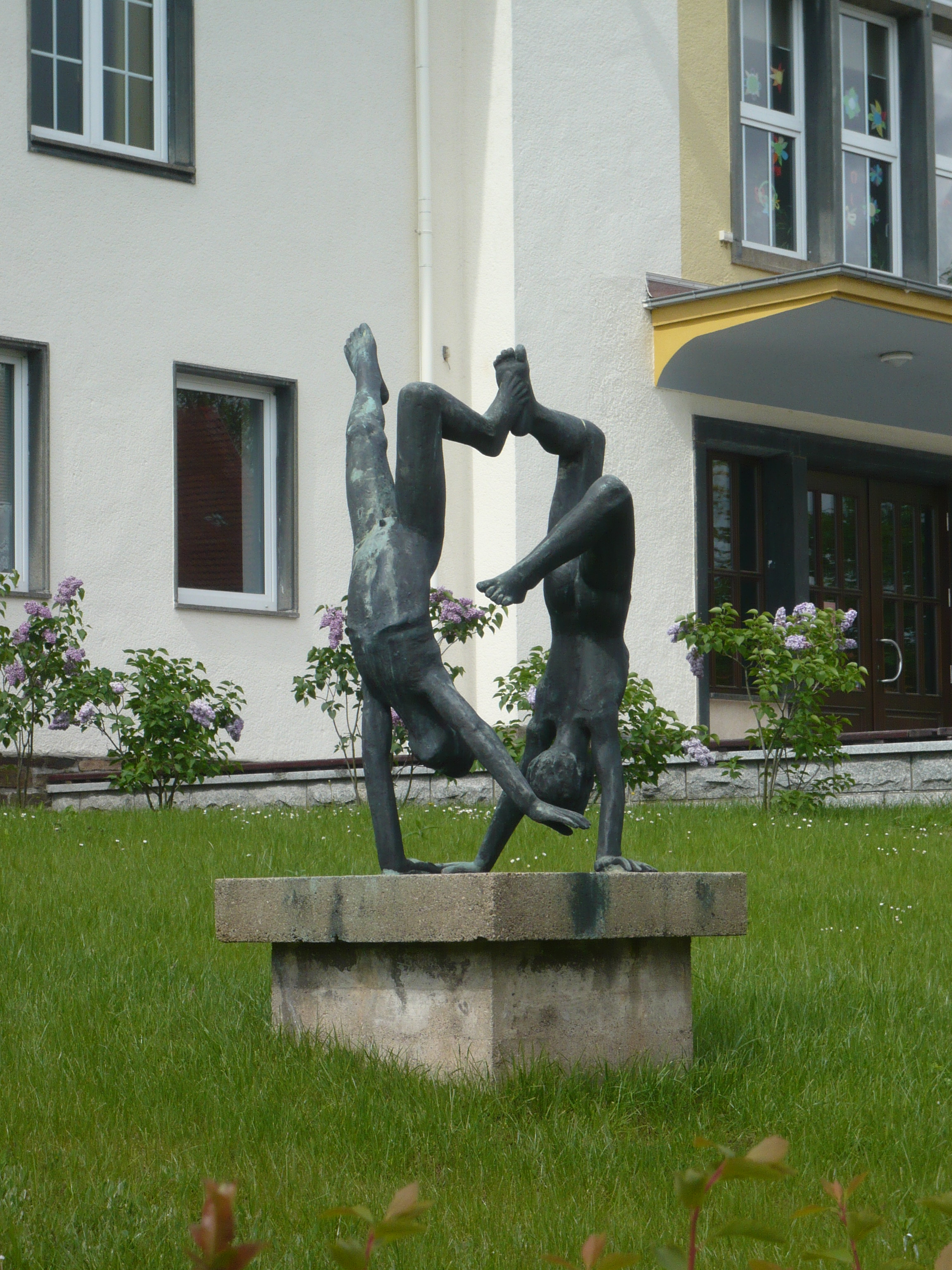
Turnende Kinder vor dem Schulgebäude in Aue-Zelle

- Die Schulbrücke (erbaut 1914–1915) und die Schillerbrücke (erbaut 1914) warten mit einigen steinernen Schmuckelementen wie Putten mit Tieren oder Pferdedarstellungen auf. Beide Brücken stehen unter Denkmalschutz.

- Auf der Freifläche des Tiergartens sind einige Tierskulpturen aus Sandstein (Pinguinpärchen) und Holz (Elefant) aufgestellt.[6]

- Das 1958 fertiggestellte Kulturhaus am Rande des Stadtgartens ist mit einem Putzrelief im Stil der damaligen Zeit geschmückt, das einen Musikanten, eine Tänzerin, einen Soldaten und zwei Bergleute zeigt.

- Im Stadtgarten stehen weitere – bei dem 1999 von den Auer Stadtwerken organisierten Künstlersymposium – angefertigte Holzfiguren oder hölzerne Tiere. An den teilweise sehr abstrakten Darstellungen war besonders die Künstlergruppe Exponart unter anderem mit Robby Schubert, Detlef Jehn, Mirko Fütterer oder Tobias Michael beteiligt.

### Im Ortsgebiet Aue-Zelle
- Für einen Schulneubau auf dem Zeller Berg ließ die Stadt eine Bronzeplastik Turnende Kinder anfertigen und anlässlich des Internationalen Kindertages am 1. Juni 1977 einweihen. Die Figurengruppe zeigt zwei Jungen im Handstand.

- Mit dem Zuzug vieler Bergarbeiter nach 1950 wurde im Ortsgebiet Zelle von der SDAG Wismut zur medizinischen Versorgung eine Wismut-Poliklinik errichtet. Davor stellten die Stadtväter eine Bronzefigur Bergmann auf. Nach der Umwandlung der Poliklinik in ein Ärztehaus blieb die Figur als Schmuck dort erhalten.

### Im Ortsgebiet Brünlasberg

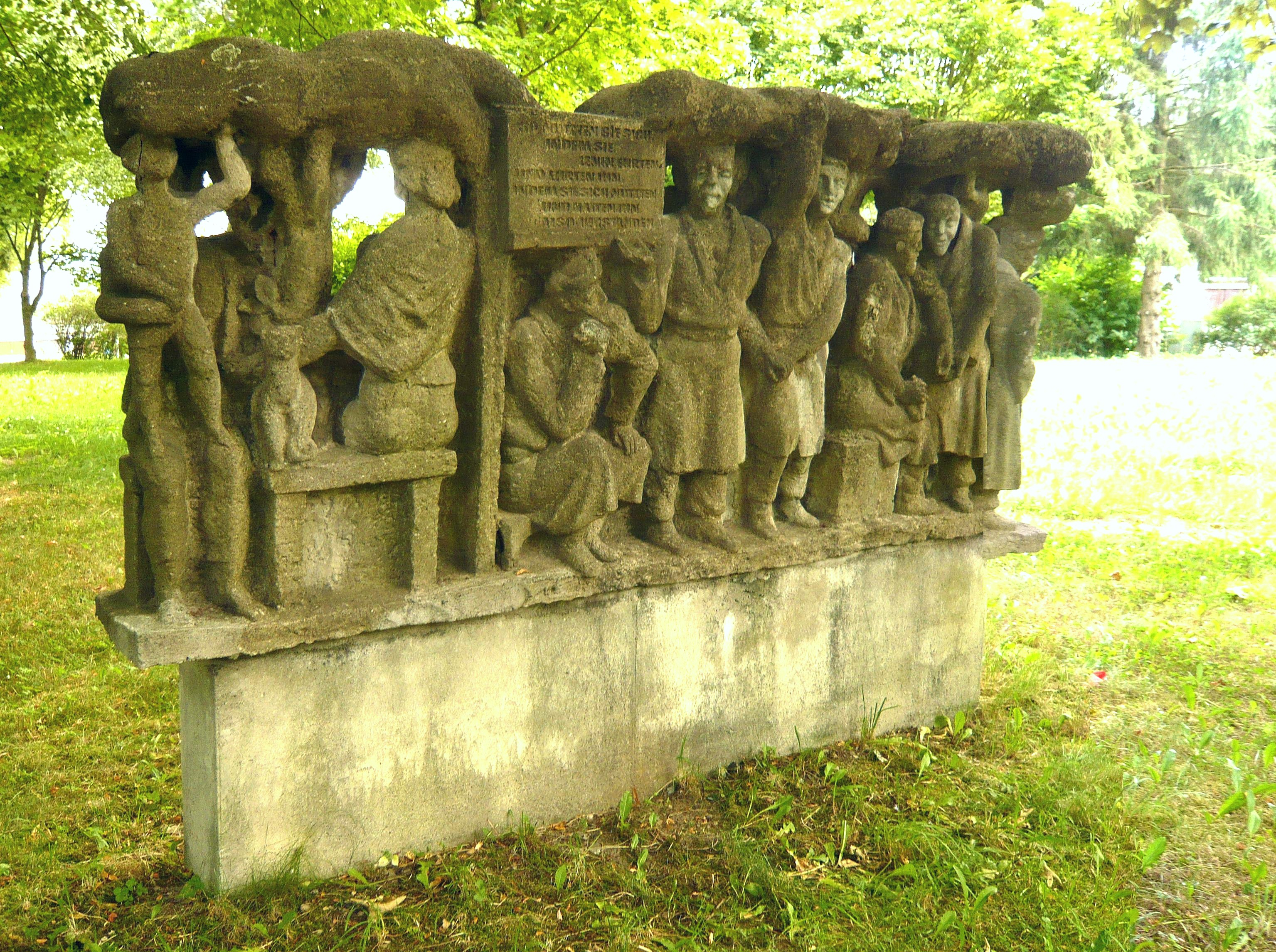
Die Teppichweber von Kujan-Bulak

- Im Bereich einer 1964 eröffneten Schule befindet sich eine bemerkenswerte Steinskulptur Die Teppichweber von Kujan-Bulak ehren Lenin. Dies ist die künstlerische Umsetzung eines Gedichts von Bertolt Brecht, veröffentlicht 1939 in der Sammlung Svendborger Gedichte. - Hier ist eine Kurzfassung dieser Geschichte (der komplette Text kann nachgelesen werden unter ): Der Genosse Lenin wurde oftmals ausgiebig geehrt, Büsten gibt es und Standbilder. Städte werden nach ihm benannt, […] Reden gehalten […], Versammlungen gibt es und Demonstrationen von Shanghai bis Chicago. - So aber ehrten ihn die Teppichweber von Kujan-Bulak, einem kleinen Ort im südlichen Turkestan: Zwanzig Teppichweber, fiebergeschüttelt, sitzen den ganzen Tag vor dem ärmlichen Webstuhl. Fieber geht um, […] das von den Stechmücken aus dem Sumpf hinter dem alten Kamelfriedhof übertragen wird. […] Eines Tages wollen auch […] die armen Leute […] in ihrer Ortschaft eine gipserne Büste für Lenin aufstellen. Dazu spenden sie ihre mühsam erworbenen Kopeken mit fliegenden Händen. […] Der beauftragte Rotarmist Stepa Gamalew, […] macht plötzlich den Vorschlag, mit dem Geld für die Büste Petroleum zu kaufen und es auf den Sumpf zu gießen, […] von dem her die Fieber erzeugenden Stechmücken kommen. […] So beschlossen es die Leute. An dem Tage der Ehrung trugen sie ihre zerbeulten Eimer, gefüllt mit dem schwarzen Petroleum […] hinaus und begossen den Sumpf damit. So nützten sie sich, indem sie Lenin ehrten und ehrten ihn, indem sie sich nützten, und hatten ihn also verstanden. […] Schließlich brachten sie noch eine Tafel an der Bahnstation mit dem Bericht dieses Vorgangs an, enthaltend genau den geänderten Plan und den Eintausch der Leninbüste gegen die fiebervernichtende Tonne Petroleum. – Die etwa 1,50 Meter hohe auf einem rechteckigen Betonsockel stehende Figurengruppe veranschaulicht diese überlieferte Geschichte und stellt eine wenig aufdringliche Art der Leninehrung dar. – Die Schule wurde inzwischen zu einer Altenpflegeeinrichtung umgestaltet.

- Der zentrale Platz des Wohngebiets am Brünlasberg erhielt bei der Fertigstellung der Neubauten um 1970 eine steinerne Figurengruppe des Chemnitzer Künstlers Dieter Bayer. Sie zeigt fünf Menschen verschiedenen Alters auf einer Bank sitzend. 1996 wurde der gesamte Platz als Parkplatz für das Einkaufszentrum umgestaltet, wofür die Figurengruppe nur vorübergehend entfernt werden sollte. Die Bauverwaltung der Stadt ließ das stark von Umwelteinflüssen geschädigte Werk nach Hinweisen von Bürgern jedoch auf den städtischen Bauhof bringen.[7] Dort lagert die Skulptur noch heute (2010).

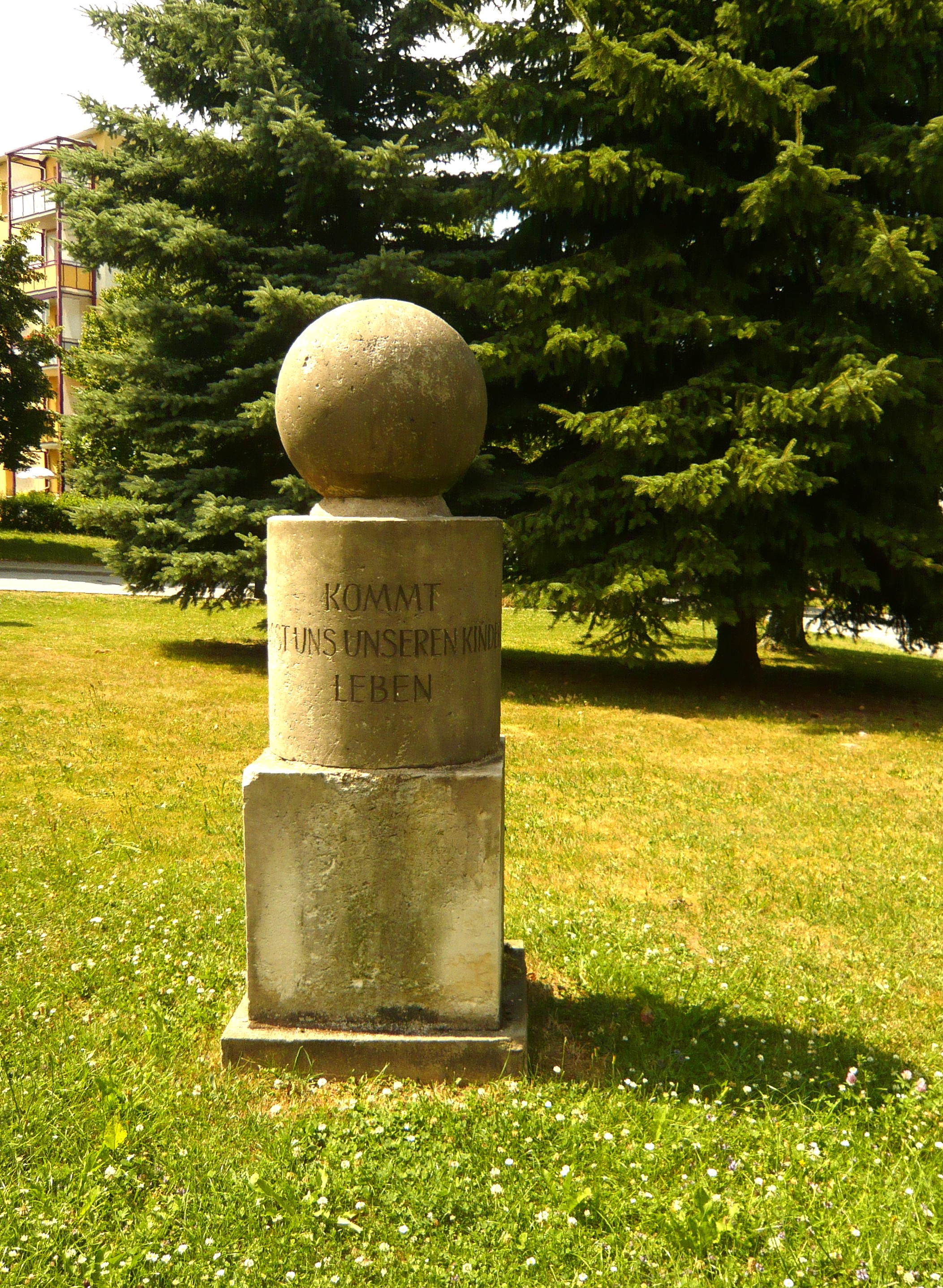
Fröbel-Denkmal

- Vor einem 1972 als Kindergartenkombination errichteten Gebäude, das nach der Wende umgebaut nun als Grundschule dient, steht ein symbolisches Denkmal für den Pädagogen Friedrich Fröbel: Würfel, Walze und Kugel stehen für Fröbels Gedanken einfachster Spielfiguren.

### In weiteren Ortsgebieten

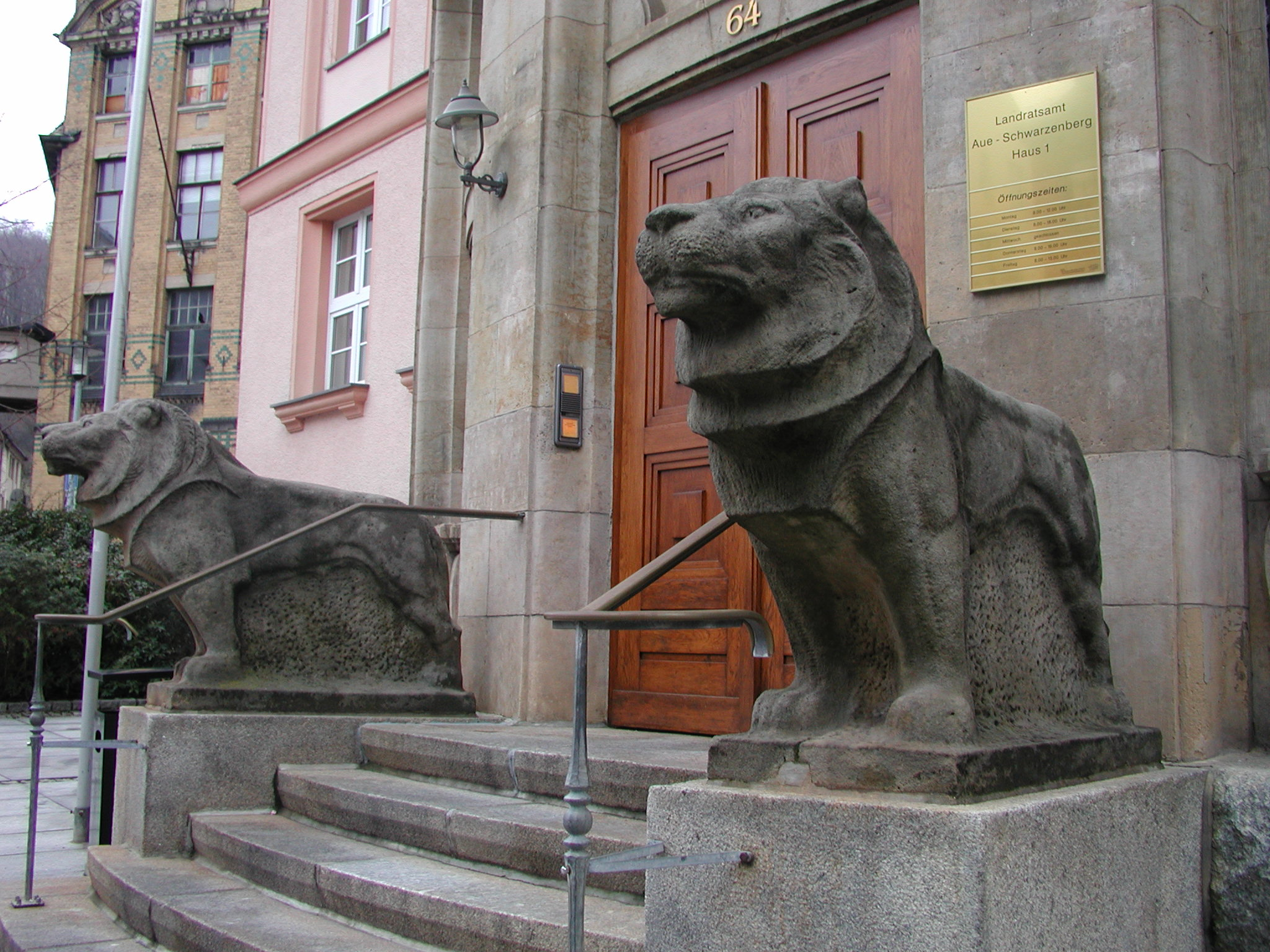
Löwen vor dem ehemaligen Landratsamt

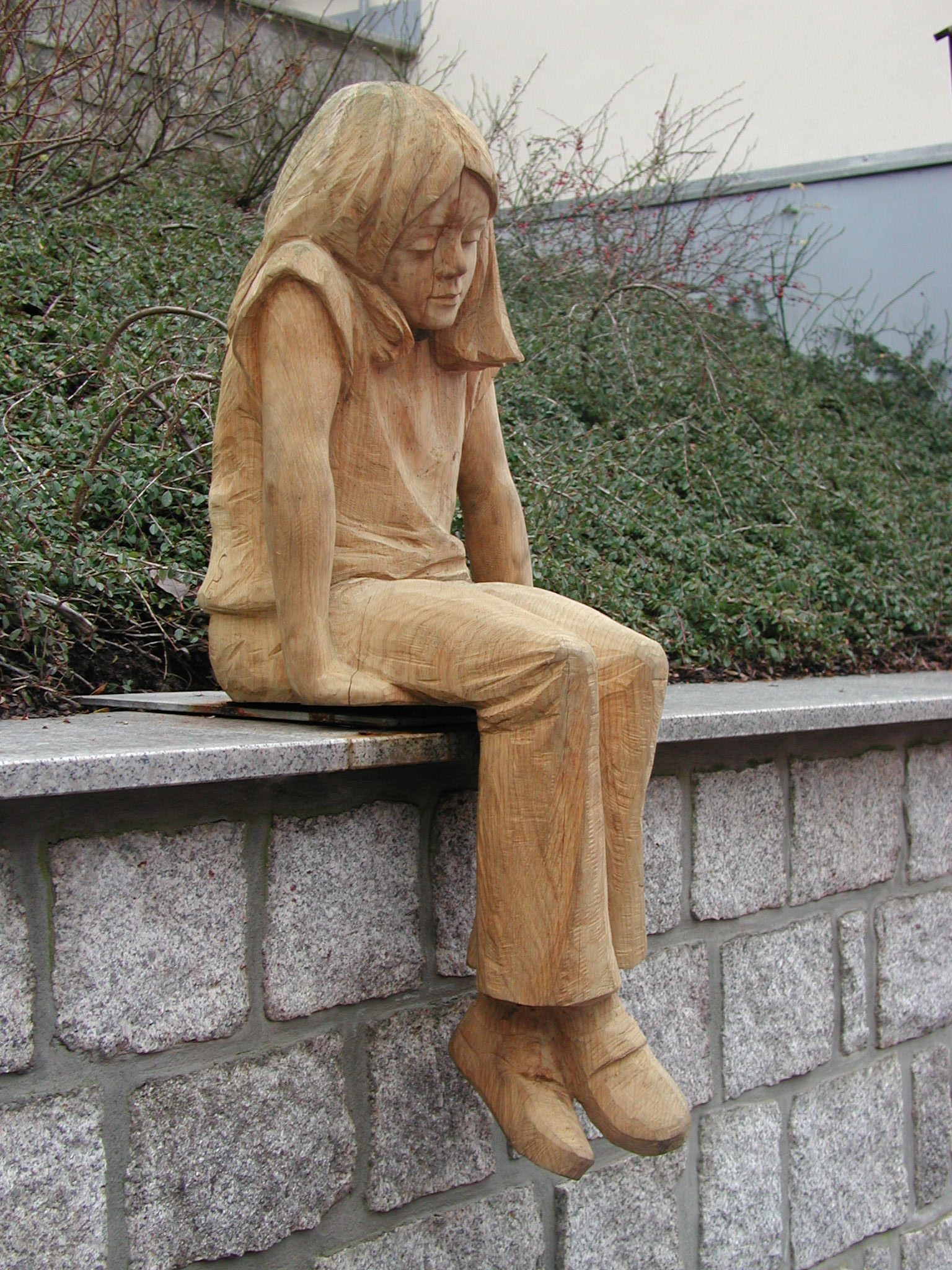
Hölzernes Mädchen am Parkplatz des Museums

- Am früheren Verwaltungsgebäude der Besteckfabrik Wellner, dem späteren Landratsamt und heutigen Landkreisarchiv, flankieren zwei Sandsteinlöwen den Haupteingang. Der in der Nachbarschaft befindliche Fabrikgebäudekomplex der alten Besteckfabrik ABS, der seit einigen Jahren leer steht, ist mit zahlreichen plastischen Figuren und anderem Fassadenschmuck versehen. Die Entwürfe stammen vom Architekten des Fabrikkomplexes.

- Eine Skulptur Schwimmerin mit Kind zierte das 1921 eingerichtete Städtische Freibad an der Hakenkrümme im Ortsgebiet Niederpfannenstiel. Beim Zuschütten dieser Badeanstalt nach 1946 wurde der Schmuck zunächst von der Stadt sichergestellt. - Das nach Plänen der Hammerwerksfamilie Lange 1935 errichtete Freibad Auerhammer, gespeist vom Zschorlaubach, erhielt später die steinernen Badenixen. Sie wurden neben dem Schwimmbecken aufgestellt.[8][9]

- Auf der Umfassungsmauer des Stadtmuseums empfängt ein aus Holz geformtes sitzendes Mädchen die Besucher.

- Eine historische Postmeilensäule stand bis zum 19. Jahrhundert auf dem Altmarkt. Nach dessen Umgestaltung versetzte die Stadtverwaltung die Distanzsäule an die Lößnitzer Straße in Bahnhofsnähe. 1968 aufgefundene Reste des Schaftes erhielten einen Platz in der Dauerausstellung auf Schloss Frohburg.

- Weitere im öffentlichen Raum sichtbare, örtlich (noch) nicht zugeordnete Plastiken zeigen Werke der Künstler Emil Teubner (Mädchen mit Katze), Gotthard Richter (Bergmann) sowie ein steinernes Mädchen mit liegendem Schaf.[1]